# Фаверо, Лучано
Луча́но Фаве́ро (итал. Luciano Favero; 11 октября 1957, Санта-Мария-ди-Сала, Италия) — итальянский футболист, победитель кубка европейских чемпионов сезона 1984/85 в составе туринского «Ювентуса». Выступал на позиции защитника.

## Клубная карьера
Лучано Фаверо начал карьеру игрока в клубе «Мессина», выступавшем в Серии C. Защитник отыграл в команде сезон 1976/77, после чего перебрался в «Салернитану». В клубе из Салерно Фаверо также задержался лишь на год и в июле 1978 года вернулся на Сицилию, став игроком «Сиракузы». С «Сиракузой» по итогам сезона 1978/79 защитник поднялся из Серии C2 в Серию C1 и отыграл за команду в третьем по силе итальянском дивизионе ещё 1 сезон.
В октябре 1980 года Лучано Фаверо перешёл в клуб Серии B «Римини». В сезоне 1980/81 он провёл за команду 31 матч в чемпионате и ещё 7 — в сезоне 1981/82. В октябре 1981 года защитник перешёл в клуб Серии A «Авеллино». За команду региона Кампания футболист играл до окончания сезона 1983/84, после чего на пять лет отправился защищать цвета «Ювентуса».
Фаверо дебютировал в «старой синьоре» 22 августа 1984 года в матче кубка Италии против «Палермо»
.
В Серии А защитник впервые сыграл за туринский клуб 16 сентября того же года в матче с «Комо»
.
Сыгранный три дня спустя матч кубка европейских чемпионов против финского «Ильвеса» стал для Лучано Фаверо первым в еврокубках
.
В том розыгрыше турнира футболист отыграл за «Юве» все 9 матчей без замен, в том числе — брюссельский финал против «Ливерпуля» и стал вместе с командой обладателем трофея. Так же, с первой до последней минуты, защитник провёл и январскую игру за Суперкубок УЕФА с тем же «Ливерпулем».
27 октября 1985 года Лучано Фаверо забил первый гол за «Ювентус», поразив ворота голкипера «Удинезе» Фабио Брини
.
Итогом сезона 1985/86 для защитника стали 30 сыгранных матчей в чемпионате и звание чемпиона Италии. В декабре 1985 года Фаверо в составе «Юве» принял участие в победном для итальянцев матче за Межконтинентальный кубок против «Архентинос Хуниорс». Лучано Фаверо покинул «Ювентус» летом 1989 года, сыграв за команду в Серии А 133 матча и забив 2 гола.
Последним клубом в карьере футболиста стала «Верона», вместе с которой Фаверо вылетел в Серию B по итогам чемпионата 1989/90. Летом 1991 года защитник завершил игровую карьеру.

## Достижения
- Чемпион Италии (1): 1985/86
- Обладатель кубка европейских чемпионов (1): 1984/85
- Обладатель Суперкубка УЕФА (1): 1985
- Обладатель Межконтинентального кубка (1): 1985